# Centre Artesà
El Centre Artesà, conegut popularment com l'Artesà, fou l'edifici modernista més emblemàtic del Prat de Llobregat fins a la seva demolició l'octubre de 2017 per ordre del consistori liderat per l'alcalde Lluís Tejedor i Ballesteros (ICV-EUiA). Fou construït el 1919 seguint el disseny de l'arquitecte Antoni Pascual i Carretero. Fou construït com a seu de l'entitat cultural homònima, creada al segle xix i que s'escindí el 1919 per qüestions ideològiques. D'aquesta escissió en sorgí el Centre Autonomista, que s'instal·là a la plaça de la Vila, mentre que el Centre Artesà va decidir la construcció del nou local al carrer del Centre. El conjunt incloïa un saló teatre, un vestíbul, un cafè i un ampli jardí. Als anys 80 l'Ajuntament del Prat va llogar l'edifici i, finalment, el 2003 va adquirir-lo. Malgrat que diversos equips de govern, tots ells liderats per Lluís Tejedor, van comprometre's a efectuar-hi la inversió necessària per a dotar a l'edifici del manteniment adequat a principis del segle xxi, durant més d'una dècada no hi hagué cap actuació per complir amb la seva paraula. No va ser fins que s'encararen les eleccions municipals de 2015 que en va proposar un pla d'usos (tot i que amb importants rebuigs per part de les entitats que tradicionalment en defensaren la restauració) que acabaria amb l'enderroc de l'edifici històric per construir-hi al mateix lloc un teatre homònim que conserva part de l'antiga façana.
Aquest particular edifici també ha sigut escenari de videoclips de caràcter internacional com ara el de My Immortal del grup Evanescence.

## Història

### L'entitat
El 23 de gener de 1883 es fundava al Prat, fruit de l'activitat del grup de teatre d'aficionats Calderón de la Barca, l'entitat cultural "Centre Artesà" a la Sala d'en Bou, construïda a mitjan segle xix i situada a la Plaça de la Vila. Aquesta sala funcionava com a ateneu, fent de centre social amb activitat tant cultural com lúdica. Amb el temps, al voltant del cafè s'hi acabaren aglutinant des de la biblioteca o el teatre fins al ball i d'altres activitats. L'any 1919 la societat original s'escindí. D'una banda, els membres del Partit Nou (de caràcter progressista i catalanista, afins a ERC) romangueren al local, que fou rebatejat com a "Centre Autonomista". De l'altra, els partidaris del Partit Vell (conservadors i afins de la Lliga Regionalista, principalment agricultors d'alt poder adquisitiu, comerciants i fins terratinents) es mudaren provisionalment al veí Cafè del Pont de la mateixa plaça fins a la construcció del complex actual.

### El nou complex arquitectònic
La situació del Centre Artesà al Cafè del Pont no duraria gaire. El mateix any 1919 es dugué a terme la construcció de la nova seu del Centre Artesà, que fou enllestida per la Festa Major, el 27 de setembre d'aquell mateix any, després d'una ràpida execució que durà només sis mesos i que comptà amb la participació d'associats i veïns. La nova seu s'aixecà en un solar al límit de l'eixample de 1916, en un solar a la confluència dels actuals carrers de Centre, Maurici Vilomara i Pintor Isidre Novell.
L'Artesà va esdevenir una peça fonamental en la vida social i cultural del Prat. A l'Artesà s'hi instal·là l'edició de l'Avenç, butlletí literari i catalanista propi de la Renaixença. També fou l'escenari predilecte pels balls i concerts de Festa Major, la programació teatral i fins i tot s'usà com a cinema. El teatre de l'Artesà, a més, fou un dels principals teatres de Catalunya. Acollí els assajos de noms destacats com Núria Espert i la seva companyia. Així doncs, a l'escenari del teatre s'hi pogueren veure obres com la representació de La tempesta, de William Shakespeare amb direcció de Jorge Lavelli el 1983 i El Mikado de Dagoll Dagom el 1986.

### Decadència i protestes
L'arribada de la democràcia coincidí amb l'època de decadència del Centre Artesà. A causa de diversos factors comuns l'època com són el canvi d'hàbits, l'aposta pels equipaments públics, la fràgil situació econòmica i el declivi de l'associacionisme, s'esdevé un patró també comú en altres entitats i l'activitat de l'Artesà va decaure al llarg de les dècades del 1970 i 1980.
Aquesta situació fa que s'iniciïn els moviments ciutadans, primer de forma lleu. En 1982 el periòdic Delta promou aquesta reivindicació amb el lema "Salvem l'Artesà", que es manté encara als anys 10 del segle XXI. En 1987 el centre és arrendat a l'Ajuntament, que el 1988 tanca la part del teatre, al·legant el mal estat de la construcció. El 2003 el centre passa a ser de propietat municipal i el consistori assegura que vol conservar el patrimoni que el complex representa. Tot i això l'estat de l'edifici del teatre empitjora severament, fins al punt que es magnifiquen els moviments civils (ignorats per l'Ajuntament) en defensa de l'edifici del teatre. A aquesta petició també s'hi sumen els grups municipals de CiU i ERC-AM primer, i del PPC després, però tant les peticions polítiques com les socials són reiteradament ignorades per l'equip de govern d'ICV-EUiA i PSC.
En juny del 2013 es tanca el bar de l'Artesà i se n'enderroca una part amb el pretext de la rehabilitació del bar, però no s'atén el clam popular i no es fan obres a l'edifici del teatre. Les obres del bar duren fins al juny de l'any següent. Es reobre el dia 20 juny 2014.

## Arquitectura
Els edificis que conformen el Centre Artesà són part del patrimoni arquitectònic del Prat i són considerats bé cultural d'interès local. Formen un conjunt històric exigu a causa del creixement tardà de la població, en el qual també s'hi poden comptar els edificis de La Granja, El Semàfor, La Telegrafia Marconi (de l'arquitecte Josep Puig i Cadafalch) o la Caserna dels Carrabiners.
El complex arquitectònic és un clar exemple del modernisme industrial, malgrat ser realitzat en una època en què el noucentisme s'allunyava ja de l'excés decoratiu per apropar-se a estructures compositives més senzilles i ordenades, de caràcter clàssic. Les façanes són construïdes en maons i els diversos espais que conformen el Centre Artesà són amplis i coberts amb voltes.
L'Artesà està format per tres edificis ben diferenciats: el vestíbul, el teatre i el bar. El conjunt queda unit i envoltat per una zona enjardina, de perímetre marcat per diversos arbres que doten l'espai d'ombres fresques. Als fons s'hi situen voltes a la catalana sobre pilars sense maó, antigament usats com a cavallerisses o magatzem. La façana del vestíbul es caracteritza per l'esglaonat característic del modernisme industrial, molt semblant al que es troba al Mercat de la Independència de Terrassa. Pel que fa a les cobertes, els espais laterals al bar i al vestíbul són ben originals i coberts amb volta bufada de maó. L'espai central del bar, de notòria alçada, queda rematat per una bonica coberta ceràmica a dues aigües. El vestíbul està cobert amb volta de canó.

### El teatre
El teatre és l'edifici més destacat del Centre Artesà, però es troba gairebé ruïnes per la inacció de l'Ajuntament del Prat que, tot i haver-ne promès la rehabilitació per mitjà de l'alcalde Lluís Tejedor, mai ha fet cap gest per salvar-lo de l'esfondrament. Les llargues façanes laterals del teatre són cegues i compostes amb pilastres i finestres que ornamenten humilment l'aparell de maó manual. La platea del teatre disposava d'un dels sistemes basculants per regular del terra més innovadors d'Europa, que ja ha quedat insalvable a causa de la negativa del consistori al seu manteniment. La planta del teatre, de 768 localitats, és de ferradura. A més, l'edifici del teatre té dos nivells d'amfiteatre amb divisió de les llotges. La volta bufada cobria el cos del teatre, si bé en algun moment va ser substituïda per una senzilla coberta d'uralita a dues aigües.

## Moviments socials
Des del tancament del teatre del Centre Artesà l'activisme social per demanar a l'Ajuntament que l'edifici del teatre no romangui sense manteniment o bé per demanar-ne la rehabilitació no ha deixat de créixer. Entre aquests moviments cal destacar les diverses iniciatives dutes a terme per l'entitat Amics del Prat, el vídeo documental L'Artesà, el documental o la manifestació de l'any 2010 que aplegà més de mil persones.
A causa de la forta pressió popular feta durant la primera meitat dels anys 10 del segle xxi, el govern d'ICV es compromet a remodelar l'edifici del teatre si és reescollit per la legislatura municipal 2015 - 2019. Hi proposa una sala entre 500 i 550 butaques i una segona de 150 butaques per albergar espectacles de petit format i també xerrades i reunions, proposta que no comparteixen ni els grups municipals en l'oposició ni l'associació Amics del Prat (principal aglutinadora dels moviments populars en defensa del patrimoni pratenc) que defensa que es mantingui la seva estructura tradicional i se'n faci ús com a ateneu. Les crítiques al projecte de remodelació se centren principalment en la destrucció de la sala principal original (de ferradura) i en la immobilitat i falta de diàleg del govern municipal.

### Plataforma''Aturem l'enderroc, Salvem l'Artesà!''
El desembre del 2015, a les golfes del Bar Artesà, es presentà públicament aquesta plataforma ciutadana, que demanava aturar el projecte pel Teatre Artesà de l'equip de govern de l'Ajuntament del Prat, assegurant que ''aquest no és l'Artesà, sinó una enredada de l'equip de govern'', organitzar un procés participatiu i restaurar l'edifici. En pocs mesos, la plataforma aconseguí fer-se visible pel municipi a través d'actes on demanaven la recollida de signatures per aturar de forma immediata el projecte.
Aconseguiren presentar una moció el ple municipal del 6 de juliol del 2016, després d'una concentració sorollosa a la Plaça de la Vila. El text fou rebutjat amb els vots contraris d'ICV, PSC i PP; els vots favorables d'ERC, CDC, Guanyem El Prat i els regidors no adscrits; i l'abstenció de Se Puede El Prat i C's.

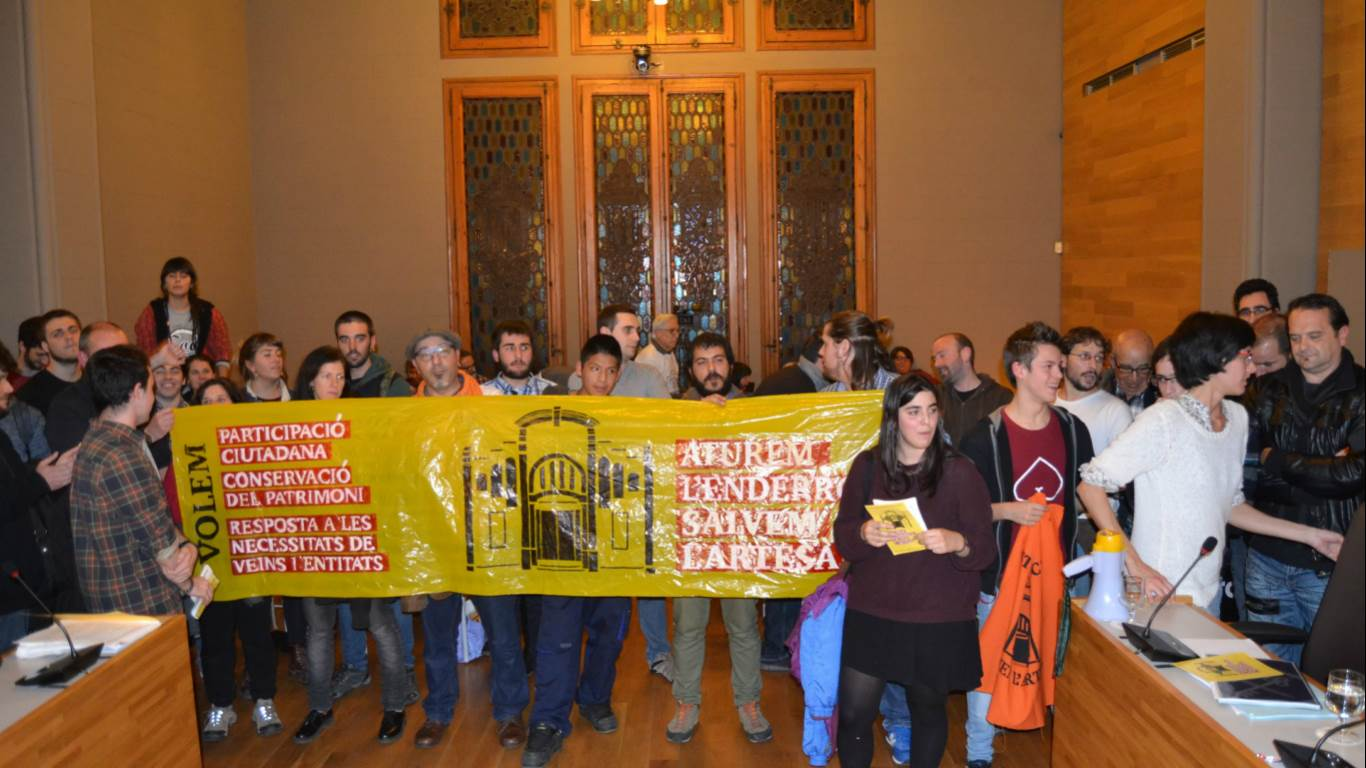
Protesta contra l'enderroc de l'Artesà al Saló de Plens de l'Ajuntament del Prat, (14/12/2016)

### Ple del 14 de desembre de 2016
L'últim ple del 2016 fou l'escollit per aprovar el projecte executiu del Teatre Artesà. La plataforma convocà novament els seus membres i simpatitzats per concentrar-s'hi de forma sorollosa a la Plaça de la Vila i pujar al Saló de Plens per fer notar la presència. Durant les juntes empresarials començaren les protestes. L'alcalde, Lluís Tejedor, suspengué el ple fins a 3 vegades i, en veure que era impossible desenvolupar la sessió per culpa dels crits i els xiulets, decidí realitzar el ple a porta tancada, per primer cop a la història democràtica del Prat. La Policia Local desallotjà els presents a la sala (no manifestants inclosos), alguns de forma pacífica i d'altres a la força. A altes hores de la matinada s'aprovà el projecte amb els vots favorables d'ICV, PSC, PP i C's; i els contraris de Se Puede i Guanyem. ERC i el Partit Demòcrata, contraris al projecte, abandonaren el ple en protesta pel seu desallotjament.

### Acampada

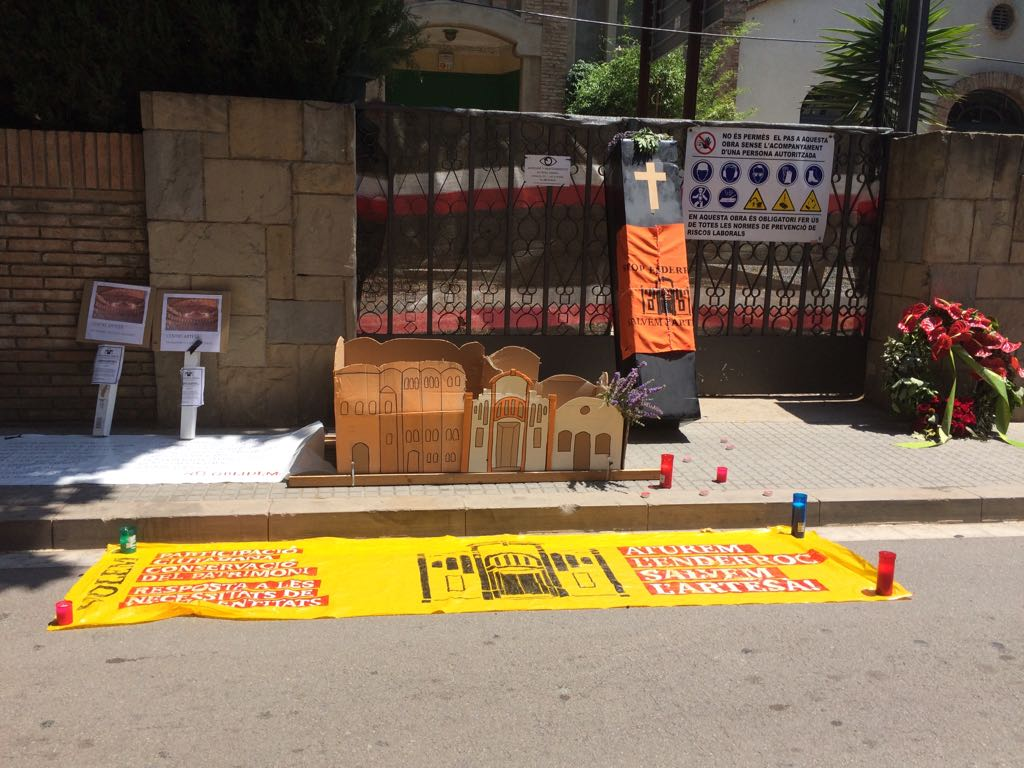
Protesta en forma de taüt i ofrenes a la porta de l'Artesà (09/07/2017)

El 27 de maig de 2017 la plataforma "Salvem l'Artesà" va organitzar una acampada al pati del teatre per impedir-ne l'enderroc. Paral·lelament a l'acampada es van realitzar diversos actes reivindicatius, dels quals en destaquen una cercavila popular, xocalatades, bingos, recitals de poesia i diverses assemblees obertes.
L'1 de juny, 6 dotacions dels Mossos d'Esquadra i un cotxe de la Policia Local procedeixen a desallotjar els manifestants acampats al pati del teatre. Aquella mateixa tarda, 500 persones desfilaren pels carrers del poble contra el ''desmesurat'' operatiu policial i criticant la manca de diàleg per part dels regidors de l'equip de govern, sortint des de la Plaça de la Vila i acabant a les portes del teatre. S'hi llegí un manifest on s'acusà l'Ajuntament de no voler negociar i tancar-se en banda.

### Inici de l'enderrocament i enterrament de l'Artesà
A mitjan juny, les màquines entren al recinte i ho destrueixen tot llevat de part de la façana. Així doncs, la plataforma decideix acomiadar l'Artesà amb tots els honors que es mereix, i convoca un funeral simbòlic per donar l'últim comiat al teatre modernista. Al manifest es volgué recordar la protesta ciutadana i, malgrat no haver aconseguit el seu objectiu, la plataforma es considera satisfeta amb la feina feta per haver impedit que l'Artesà ''morís sense ser defensat''.